# Patricia Hewitt
Patricia Hope Hewitt (ur. 2 grudnia 1948 w Canberze) – brytyjska polityk, minister handlu i przemysłu oraz minister zdrowia w rządach Tony’ego Blaira, członkini Partii Pracy.
Córka sir Lenoxa Hewitta, szefa korpusu służby cywilnej w Urzędzie Premiera Australii. Wykształcenie odebrała w Canberra Girls' Grammar School i Australian National University. Studiowała na Newnham College w Cambridge i Nuffield College w Oksfordzie. W 1981 r. poślubiła prawnika Williama Birtlesa z którym ma córkę (ur. we wrześniu 1986 r.) i syna (ur. w lutym 1988 r.). W 1971 r. rozpoczęła pracę w dziale prasowym Age Concern. W 1973 r. została członkiem Narodowej Rady Wolności Obywatelskich Zjednoczonego Królestwa, gdzie zajmowała się prawami kobiet. W latach 70. wstąpiła do Partii Pracy.
Hewitt związana była z lewym skrzydłem partii i należała do zwolenników Tony’ego Benna. W 1981 r. publicznie potępiła tych lewicowych laburzystów, którzy nie głosowali na Benna podczas wyborów wiceprzewodniczącego partii, co umożliwiło zwycięstwo Denisowi Healeyowi. W 1983 r. Hewitt została kandydatką laburzystów w okręgu Leicester East, ale przegrała tam różnicą 993 głosów z kandydatem konserwatystów, Peterem Bruinvelsem. Po tej porażce Hewitt została sekretarzem prasowym lidera laburzystów Neila Kinnocka. Do Izby Gmin dostała się po wyborach powszechnych w 1997 r. z okręgu Leicester West, który reprezentuje do dziś. Swoją pierwszą mowę w parlamencie wygłosiła 3 lipca 1997 r.
W parlamencie została członkiem Komisji ds. bezpieczeństwa socjalnego. W 1998 r. została członkiem rządu jako ekonomiczny sekretarz skarbu. W 1999 r. została ministrem stanu w ministerstwie handlu i przemysłu odpowiedzialnym za drobną przedsiębiorczość oraz handel internetowy. Po wyborach w 2001 r. została członkiem gabinetu jako minister handlu i przemysłu. Została również powołana do Tajnej Rady. W maju 2005 r. została ministrem zdrowia. Na tym stanowisku dała się poznać jako zwolenniczka całkowitego zakazu palenia w miejscach publicznych (co ostatecznie stało się prawem 1 lipca 2007 r.). Dążyła również do wprowadzenia Medical Training Application Service dla młodszych lekarzy. Projekt wprowadzenia tego systemu był krytykowany przez opozycję i środowiska lekarskie. Partia Konserwatywna zgłosiła nawet wniosek o wotum nieufności dla Hewitt, ale głosowanie z 23 maja 2007 r. zakończyło się pomyślnie dla pani minister.
Hewitt pozostała ministrem do końca urzędowania Tony’ego Blaira. Nowy premier, Gordon Brown, który objął urząd w czerwcu 2007 r., nie powołał Hewitt na żadne ministerialne stanowisko. Po skandalu z wydatkami poselskimi w czerwcu 2009 r. Hewitt ogłosiła, że rezygnuje ze startu w kolejnych wyborach parlamentarnych.